# Binghamton (Nueva York)

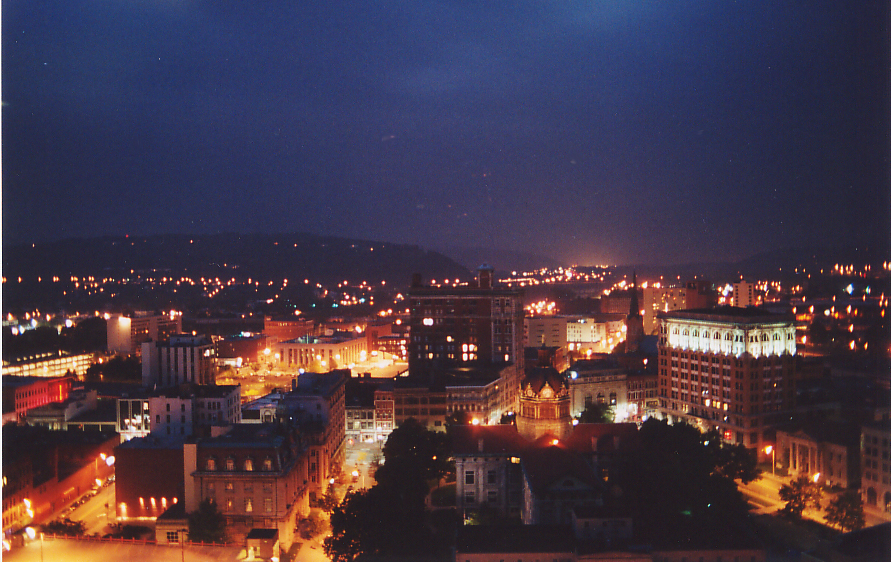
Binghamton por la noche

Binghamton es una ciudad localizada en el condado de Broome, situada en el estado de Nueva York, Estados Unidos. Es una ciudad localizada en el Southern Tier de Nueva York. "The Parlor City", es la sede del condado de Broome y la principal ciudad y centro cultural de la región del Greater Binghamton. La población de la ciudad, según el censo del año 2000, es de 47.380 y la de su aérea metropolitana es de 250.000 residentes en los condados de Broome y Tioga.
Una ciudad en el estado de Nueva York situada cerca de la nueva frontera de Nueva York-Pensilvania, aproximadamente 60 millas al sur de Syracuse, Binghamton se sitúa en un valle en forma de cuenco en la confluencia del río Susquehanna y el río Chenango, y en la encrucijada de las carreteras 81 and 88, así como la ruta 17 del Estado de Nueva York (también conocida como autopista meridional). Es sede de la Universidad de Binghamton, la cual es de carácter público y está afiliada al Sistema Universitario del Estado de Nueva York o SUNY.
Después de una presencia suave, al final del siglo XX como centro de fabricación de zapatos y de materiales de cigarros, Binghamton sufrió un fuerte declive en las fortunas que comenzó con la pérdida de su base de fabricación de la base en los años que seguían la guerra y que la llevaban a cabo en el cierre de sus industrias de alta tecnología en el finales de la década de 1980 y el principio de los 90. De una población en la posguerra de cerca de 80.000 habitantes, Binghamton ahora ha revertido casi a la mitad de su población.

## Ciudades hermanadas
- Borovichi, Novgorod Oblast, Rusia
- La Teste-de-Buch, Aquitania, Francia
- El Charcón, La Libertad, El Salvador